# Алябушев, Филипп Фёдорович
Фили́пп Фёдорович Аля́бушев (13 ноября 1893, Шои, Вятская губерния — 25 июня 1941, Владимир-Волынский район, Волынская область) — советский военачальник, генерал-майор (1940).

## Биография
Родился в деревне Шоя Вятской губернии (ныне — Лебяжский район Кировской области) в семье бедного крестьянина. В 1907 году окончил 2-классное училище в селе Аджим Малмыжского уезда (1907), после чего в пятнадцать лет ушёл из дома на заработки.
В январе 1915 года был мобилизован в Русскую императорскую армию. Служил рядовым в 107-м запасном пехотном батальоне в Перми, там же окончил полковую учебную команду. С июня 1915 года — младший унтер-офицер 318-го пехотного Черноярского полка, в котором воевал на Юго-Западном фронте. В мае 1916 года во время Брусиловского прорыва был ранен и попал в плен. После лечения в лазарете направлен в лагерь военнопленных в Кракове. В ноябре 1918 года бежал.
Вернулся в родные места, где стал работать в деревне Шой инструктором Всеобуча уездного военкомата.
С 15 мая 1919 года служил в Красной Армии, участвовал в Гражданской войне. Начал службу красноармейцем пулемётной команды при запасном батальоне 21-й стрелковой дивизии в Казани. С июня 1919 года учился на Казанских пехотных курсах комсостава, в марте 1920 года окончил их и назначен командиром взвода 2-го запасного полка в Красноуфимске. Во время службы с января по февраль 1921 года участвовал в для подавления антисоветского восстания в Цивильском уезде. С мая 1921 года — командир роты 1-го запасного полка (Пенза), участвовал в подавлении Тамбовского восстания.
С ноября 1921 года служил в 289-м стрелковом полку 97-й стрелковой дивизии в Оренбурге: командир взвода полковой школы, с февраля 1922 года — помощник начальника пулемётной команды. В феврале 1922 года воевал против банд Серова в районе станции Джурун. С ноября 1923 по июль 1924 годы учился на повторных курсах среднего комсостава при штабе Западного фронта (Смоленск). С июля 1924 года служил в 4-й Смоленской стрелковой дивизии Белорусского военного округа (Бобруйск): начальник пулемётной команды, командир пулеметной роты 10-го стрелкового полка, с апреля 1928 — начальник полковой школы этого полка, с ноября 1931 — помощник начальника 1-го сектора 2-го отдела штаба округа, с мая 1932 — начальник 4-го отделения штаба дивизии, с марта 1933 — помощник начальника 1-го (оперативного) отделения штаба. В то же время окончил Стрелково-тактические курсы усовершенствования комсостава РККА имени III Коминтерна «Выстрел».
С января 1935 года служил в Киевском военном округе — начальник 1-й части штаба Новоград-Волынского укреплённого района (УРа); с февраля 1936 года — начальник 1-й части штаба 45-й стрелковой дивизии, затем начальник штаба 45-й стрелковой дивизии.
С 5 июля 1937 года — начальник штаба 24-й Самаро-Ульяновской Краснознамённой Железной дивизией Киевского ВО, которая в то время дислоцировалась в Новгород-Волынском, при этом после ареста командира дивизии Д. К. Королёва с августа по декабрь 1937 года временно командовал этой дивизией.

### Японо-китайская война
В июне 1937 года началась японская интервенция в Китай, в августе 1937 года был оформлен Единый фронт между КПК и гоминьданом. Советский Союз решил оказать помощь китайской армии. В январе 1938 года Ф. Ф. Алябушев, вместе с группой других офицеров, был направлен в Китай старшим военным советником. Его распределили в штаб 9-го военного района НРА, где прикрепили к генералу Чэнь Чэну — командиру района и губернатору провинции Хубэй. Китайские части были плохо подготовлены к войне, советники передавали им свой опыт по обучению войск и организации современного боя. Полковнику Алябушеву приходилось инспектировать китайские части, ездить по фронтам и штабам, доказывать необходимость проведения тех или иных мероприятий. А. Я. Калягин, также бывший военным советником, вспоминал:

Мы очутились в кругу китайских генералов, среди которых был Бай Чун-си. Сразу завязался разговор о боевой подготовке.
— Как вы оцениваете тактическую подготовку частей, отправляющихся на фронт? — обратился Бай Чун-си к полковнику Алябушеву.
— Мы присутствовали на тактических учениях двух дивизий. Все свои замечания высказали их командирам, — ответил Алябушев и добавил: — Нам понравилась слаженность действий артиллеристов, миномётчиков, сапёров, которые хорошо знают своё дело. Хуже подготовлена пехота и особенно плохо отработаны марш и завершающее движение — атака, которая проводится в плотных цепях. Плотные цепи — хорошая «пища» для пулемётов, огнемётов, артиллерии. Мы рекомендовали командирам частей перейти к групповой тактике. Это уменьшит потери.
Китайские генералы переглянулись. Для них такая оценка была неожиданной. Бай Чун-си возразил:
— Китайский солдат привык к плотным цепям и чувству локтя. К тому же такой строй обеспечивает лучшее управление.

— Всё это верно, — спокойно сказал Алябушев, — но плотные цепи в современной войне так же годны, как боевые порядки конных колесниц царя Кира для современных танков.— Калягин А. Я. По незнакомым дорогам
Вскоре китайские войска, инструктируемые Ф. Ф. Алябушевым и другими советскими советниками, приняли участие в битве за Ухань. Японцы рассчитывали на лёгкую победу, но китайская армия оказала серьёзное сопротивление. За время августовских и сентябрьских боёв в долине Янцзы японская армия продвигалась в среднем не более чем на километр в сутки. Её потери росли, а китайские уменьшались. Потери сторон уравнивались и составляли один к одному. В результате деятельности советских советников боеспособность китайской армии заметно увеличились. Полтора года провёл Ф. Ф. Алябушев в Китае. 23 февраля 1939 года он был награждён орденом Красной Звезды.
По возвращении из Китая, в августе 1939 года он был назначен сначала командиром 14-й стрелковой дивизии Ленинградского военного округа (дивизия прикрывала государственную границу с Финляндией на северном и северо-восточном побережье Кольского полуострова в составе Мурманской группы войск). В декабре того же года назначен командиром 123-й стрелковой дивизии.

### Советско-финская война

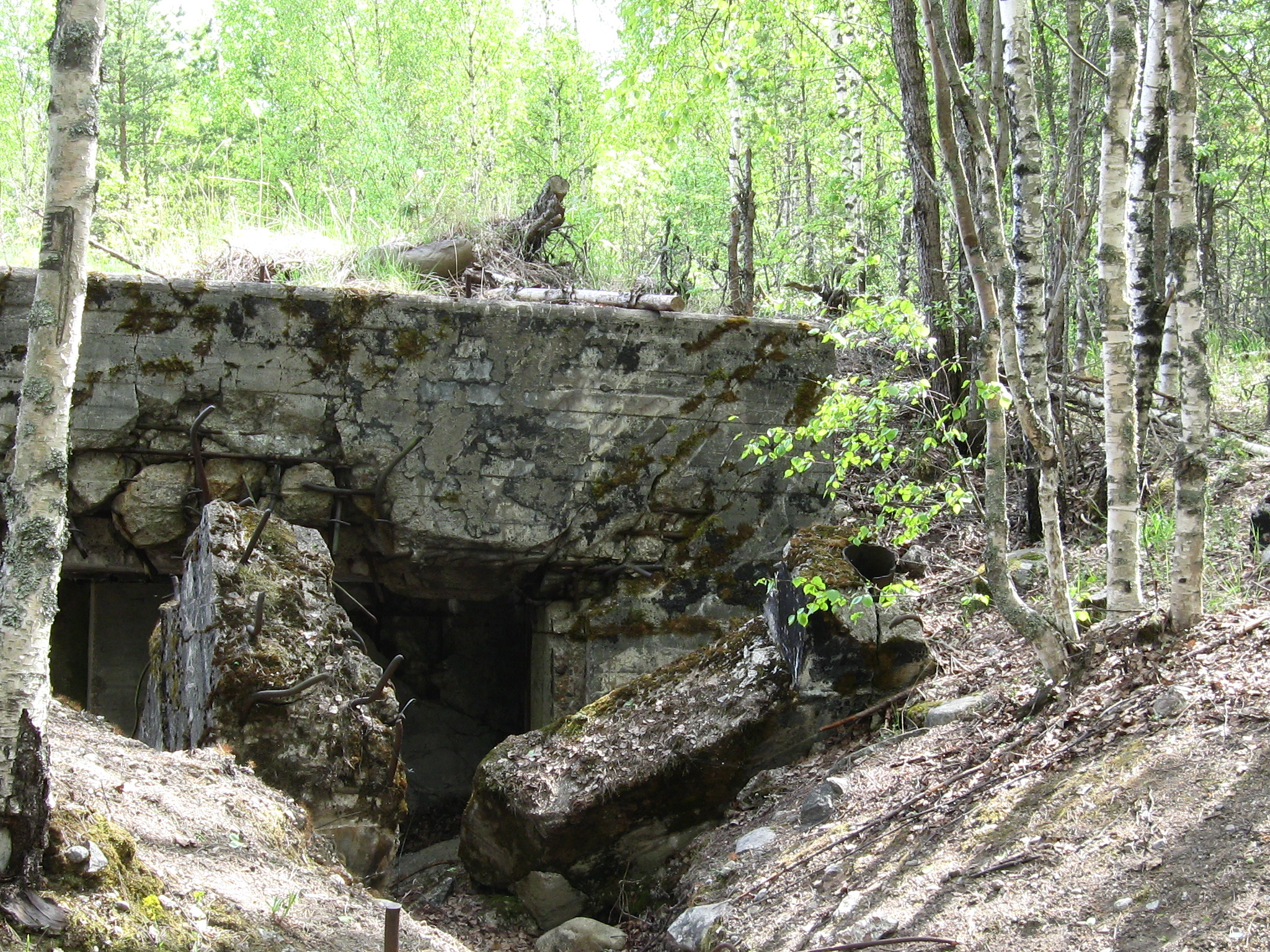
Дот Sj4 «Форт Попиуса» на участке прорыва 123-й стрелковой дивизии

30 ноября 1939 года, с началом Советско-финской войны, 123-я стрелковая дивизия под командованием полковника Алябушева была переброшена на фронт и вошла в состав 7-й армии. Несмотря на то, что дивизия находилась во втором эшелоне, ей пришлось поучаствовать в боях. Ко второй половине декабря дивизия подошла к переднему краю «линии Маннергейма». В связи с резким похолоданием бойцов разместили в землянках с печками, выдали тёплое обмундирование и усилили питание. Красноармейцы занимались подготовкой к штурму, для чего в тылу было устроено учебное поле, и разведкой. К 15 января разведка обнаружила до 10 железобетонных и 18 дерево-земляных укреплений (всего на Суммском узле сопротивления было 12 ДОТов и 39 ДЗОТов). ДОТы перекрывали подход друг к другу, потому штурмовать их нужно было одновременно. Перед решающим штурмом дивизии Алябушева была придана артиллерия — пушечные полки, гаубичный полк и группы дальнего действия. 108 орудий были установлены на огневых позициях. Полоса прорыва равнялась трём километрам. Кроме артиллерии дивизии придали танковые батальоны и инженерный батальон.
К 4 февраля дивизия закончила боевую подготовку, детально был разработан план атаки, порядок артиллерийского огня был определён с точностью до минуты. Утром 11 февраля 123-я стрелковая дивизия перешла в наступление, и уже 13 февраля прорвала главную оборонительную полосу на всю её глубину (6—7 км), расширив прорыв до 6 км, обойдясь при этом минимальными потерями. 15 февраля дивизия впервые применила танкодесантные операции — пехота с оружием перемещалась сидя на броне танков. К 17 февраля, пройдя за 2 дня 12 километров дивизия Ф. Ф. Алябушева первой из советских частей подошла ко второй линии обороны финнов и до 21 февраля овладела ею. За прорыв «линии Маннергейма» 123-я стрелковая дивизия и её командир были награждены орденами Ленина.
На совещании руководящего состава РККА при ЦК ВКП(б) по сбору опыта боевых действий против Финляндии, которое состоялась 15 апреля 1940 года, комбриг Алябушев детально проанализировал недостатки в подготовке прорыва, взаимодействии частей различных видов и родов войск, в техническом обеспечении РККА. После окончания Курсов усовершенствования высшего начальствующего состава (КУВНАС) при Академии Генерального штаба РККА, 13 марта 1941 генерал-майор Алябушев был назначен командиром 87-й стрелковой дивизии (15-й стрелковый корпус, 5-я армия, Киевский особый военный округ).

### Великая Отечественная война
Генерал Алябушев участвовал в Львовско-Черновицкой стратегической оборонительной операции. Части 87-й стрелковой дивизии (16-й, 96-й и 283-й стрелковые полки и 212-й гаубичный артполк) находились в дивизионном лагере в районе Когильного, с началом немецкого наступления они действовали против 298-й немецкой пехотной дивизии, пытавшейся захватить Владимир-Волынский. К концу дня 22 июня дивизия Алябушева отбросила прорвавшиеся немецкие войска на 6-10 км на запад от Владимира-Волынского и закрепилась на рубеже Пятыдни—Хотячив—Суходолы, деблокировав при этом гарнизоны дотов Владимира-Волынского УРа, которые оборонялись уже в тылу противника. Однако частям 44-й и 299-й пехотных дивизий немцев удалось прорваться в разрыве между 124-й и 87-й стрелковыми дивизиями, который образовался южнее Владимир-Волынского, и захватить город. Основные силы дивизии оказались в окружении, боеприпасы заканчивались, связь была прервана. Ф. Ф. Алябушев приказал в ночь на 25 июня начать отвод дивизии на соединение с войсками 5-й армии.
На рассвете 25 июня генерал Алябушев, с группой офицеров штаба дивизии, выехал на двух автомашинах на рекогносцировку, чтобы выбрать участок перехода дивизии через Луцкое шоссе, но севернее Березовичей его отряд неожиданно наткнулся на подразделение противника. В завязавшей перестрелке Ф. Ф. Алябушев и его сопровождавшие были убиты. После ухода немцев местные крестьяне похоронили убитых советских солдат и офицеров на сельском кладбище в братской могиле, в отдельной могиле — генерал-майора Ф. Ф. Алябушева.
После войны в Березовичах был установлен памятник. В 1976 году прах генерала Алябушева по просьбе жены был перезахоронен на его родине.

## Воинские звания
- Майор — 24.12.1935
- Полковник — 1937 или 1938 годы
- комбриг — 21.03.1940
- генерал-майор — 04.06.1940

## Награды
- Орден Ленина — 21.03.1940
- Орден Отечественной войны 1 степени (посмертно) — 06.05.1965[4]
- Орден Красной Звезды — 23.02.1939[5]
- Юбилейная медаль «XX лет Рабоче-Крестьянской Красной Армии» — 23.02.1938

## Сочинения
- 123-я ордена Ленина стрелковая дивизия — в книге «Бои в Финляндии. Воспоминания участников: 2 части». — М.: Воениздат, 1941